# Бортница (Ровненская область)
Бортница (укр. Бортниця) — село в Привольненской сельской общине Дубенского района Ровненской области Украины.
Население по переписи 2001 года составляло 365 человек. Почтовый индекс — 35621. Телефонный код — 3656. Код КОАТУУ — 5621682002.